# EADS Mako/High Energy Advanced Trainer
El EADS Mako/High Energy Advanced Trainer (Mako/HEAT) era un avión de entrenamiento de alto rendimiento, propuesto para entrar en servicio en varias fuerzas aéreas europeas. El programa es el resultado final del proyecto AT-2000.
Los subcontratistas incluirían Aermacchi (ahora Leonardo), Saab y Dassault Aviation.
Lo impulsaba un turboventilador General Electric F424M, que es una versión retocada del F414. Inicialmente EADS pretendía usar el Eurojet EJ200, pero al final optó por el F424M.
El entrenador Aermacchi M-346, también propuesto para el Euroentrenador, realizó su primer vuelo el 15 de julio de 2004, realizando vuelos de pruebas desde entonces, mientras que para 2005 EADS aún no había anunciado la fecha del primer vuelo del Mako.
Finalmente fue cancelado el proyecto al perder en el programa KTX-2 de Korean Aircraft Industries frente a Lockheed Martin, y tras la selección por parte de varios países del M-346.

### Aeronaves similares
HAL HJT-36 Sitara 
 KAI T-50 Golden Eagle 
  Hongdu L-15 Falcon 
 Alenia Aermacchi M-346 Master
- Datos: Q2917066
- Multimedia: EADS Mako/HEAT / Q2917066